# 척옥무

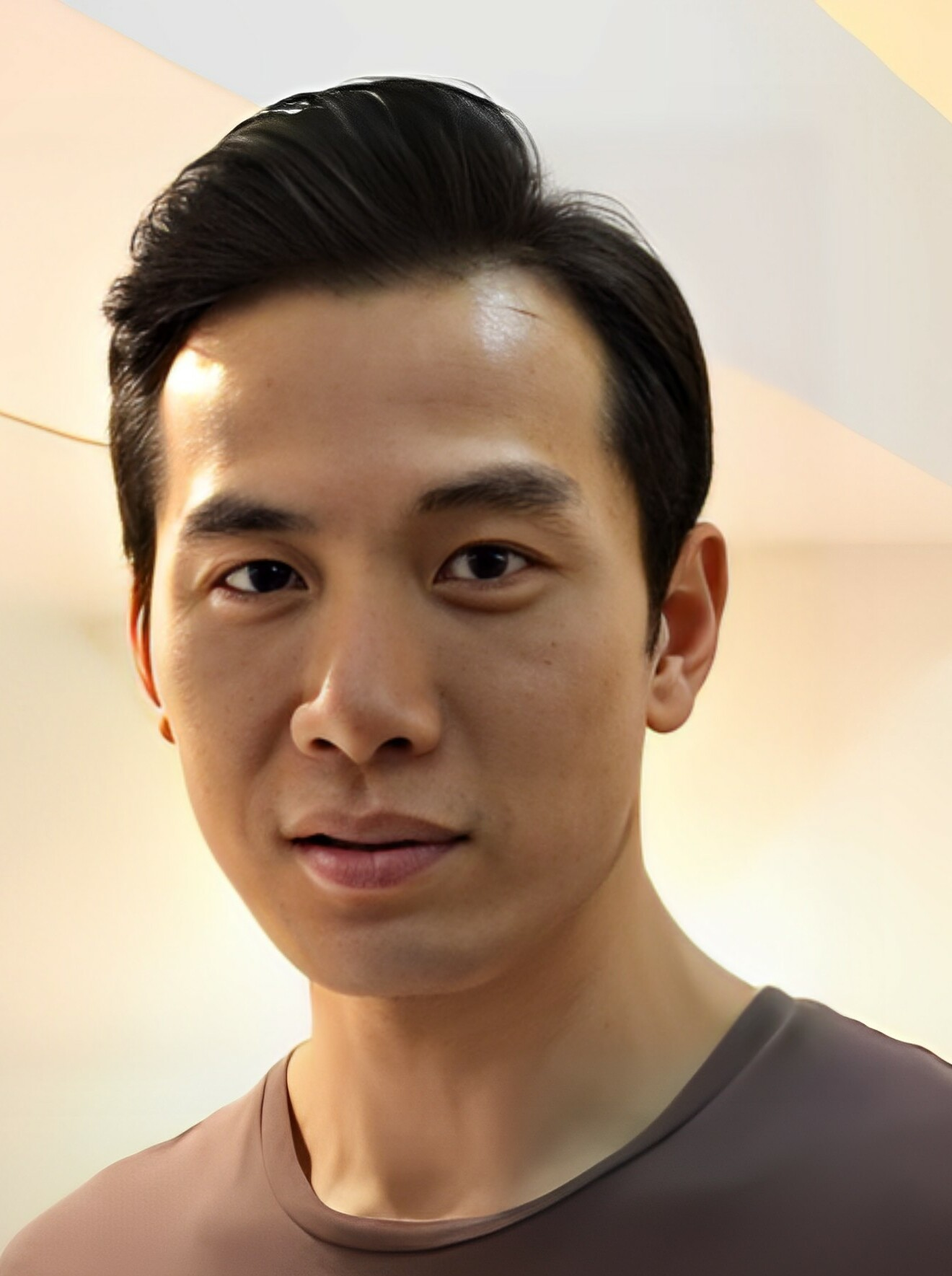

척옥무(Qi Yuwu, 1976년 11월 28일 ~ )는 중화인민공화국의 배우이다.
광저우시에서 태어났다.

## 방송
- 묵, 로두!
- 월낭 이야기

## 영화
- 팻 에이전트 (2018년)
- 금의위: 14검의 비밀 (2010년) - 현무 역
- 월낭 이야기 (2008년) - 진석 역
- 화피 (2008년)
- 무간도 IV - 문도 (2007년)